# Cantón de Rougemont
El cantón de Rougemont era una división administrativa francesa, que estaba situada en el departamento de Doubs y la región de Franco Condado.

## Composición
El cantón estaba formado por veintisiete comunas:
- Abbenans
- Avilley
- Bonnal
- Cubrial
- Cubry
- Cuse-et-Adrisans
- Fontenelle-Montby
- Gondenans-les-Moulins
- Gondenans-Montby
- Gouhelans
- Huanne-Montmartin
- Mésandans
- Mondon
- Montagney-Servigney
- Montussaint
- Nans
- Puessans
- Rillans
- Rognon
- Romain
- Rougemont
- Tallans
- Tournans
- Tressandans
- Trouvans
- Uzelle
- Viéthorey

## Supresión del cantón de Rougemont
En aplicación del Decreto nº 2014-240 de 25 de febrero de 2014, el cantón de Rougemont fue suprimido el 22 de marzo de 2015 y sus 27 comunas pasaron a formar parte del nuevo cantón de Baume-les-Dames.